# Rainer Würth
Rainer Würth (* 1967) ist ein deutscher Journalist und Schriftsteller.

## Leben
Würth studierte Journalismus und absolvierte Volontariate in Karlsruhe, Bochum und Pforzheim. Seine Reportagen wurden u. a. in „abenteuer und reisen“, „Neue Zürcher Zeitung“, „FAZ“, „Die Welt“, „taz“, „Der Tagesspiegel“ und der „Stuttgarter Zeitung“ veröffentlicht, daneben publiziert er Romane, Erzählungen, literarische Reisebücher und Gedichte. Würth ist Mitglied im Verband deutscher Schriftsteller (VS) und lebt in Pforzheim.

## Veröffentlichungen
- Krötenwanderung, München: Goldmann, 2009, ISBN 9783442471201
- Die Ameisen von Tanumatiu-Beach: unterwegs in der Südsee, Bad Honnef: Horlemann, 2005, ISBN 3895022098
- Kotuku: Erzählung, Gutach: Drey-Verlag, c 2002, ISBN 3933765145
- Frau K. läuft Amok, Saarbrücken: Klo-Verlag, 2002, ISBN 3936664048
- Flussaufwärts, Gutach: Drey-Verlag, 2001, ISBN 3933765064